# 情義兩難全之玩爆你個腎
情義兩難全之玩爆你個腎（Kidney Buster），是一個於2011年開始的香港網上整蠱節目，不定期更新，由樂隊Hardpack成員Kevin仔與其他成員合作，邀請不少當紅藝人擔任演員，一起整蠱一些與他們相熟的藝人或同事（如助手、經理人等）。
節目推出後大受歡迎，更多次獲香港報章報導。而2013年無綫電視節目《玩嘢王》更被部份香港媒體質疑抄襲《玩爆你個腎》，更被稱為「元祖玩嘢王」，令這個節目更聲名大噪。

## 節目簡介
在每一集，主持人會邀請「整蠱」藝人關係密切的人士（如同事、經理人等等），又會有一些特別嘉賓。節目開始時會先播放採排片段，有時會有「惡搞主題曲」。正式開始時通常會假扮一些情節令當事人憤怒或不知所措，最後群起大叫「情義兩難全之玩爆你個腎」作結。影片上載至YouTube，節目很受歡迎。

## 各集資料
| 回數       | 上載日期       | 主題                                                 | 「整蠱」 藝人                                 | 演出藝人嘉賓                                                                   | 連結                   |
| ---------- | -------------- | ---------------------------------------------------- | --------------------------------------------- | ------------------------------------------------------------------------------ | ---------------------- |
| 1          | 不適用         | 不適用                                               | 吳雨霏                                        | 恩姐 (吳雨霏助手)                                                              |                        |
| 2          | 2011年5月4日   | 洪卓立力戰痴情男Fans                                 | 洪卓立                                        | 小龜、恆仔@ToNick                                                              | （页面存档备份，存于） |
| 3          | 2011年6月15日  | 外賣傾情陳偉霆 (失敗/Failed)                         | 陳偉霆、朱薰                                  | 不適用                                                                         | （页面存档备份，存于） |
| 4          | 2011年8月2日   | 何超．賊佬．李燦琛                                   | 李璨琛                                        | 何超                                                                           | （页面存档备份，存于） |
| 5          | 2011年8月25日  | 風行食硬官恩娜                                       | 官恩娜                                        | 杜如風                                                                         | （页面存档备份，存于） |
| 6          | 2011年10月3日  | EASON搶期SWING火滾                                   | Eric Kwok                                     | 陳奕迅、Jerald                                                                 | （页面存档备份，存于） |
| 7          | 2011年10月27日 | KB偷食到台灣・好彩遇到Kelvin Kwan                    | 關楚耀                                        | Tramy、Zin                                                                     | （页面存档备份，存于） |
| 玩爆紅館篇 | 2011年12月16日 | 老外狂Ban Joey Tang、Eric Kwok還拖，Jerald嚇到亂作歌 | Joey Tang、Jerald                             | 陳奕迅、Eric Kwok                                                              | （页面存档备份，存于） |
| 賀歲篇     | 2012年1月18日  | 痴漢想抱熊黛林・阿澤護駕反被擒                       | 熊黛林                                        | 杜汶澤、溫超、黃百鳴、吳千語、Jerald                                           | （页面存档备份，存于） |
| 8          | 2012年1月22日  | KB東區兜個圈・撻嘢嚇親范曉萱                         | 范曉萱                                        | 梁翹柏                                                                         | （页面存档备份，存于） |
| 9          | 2012年3月12日  | 求婚搵ToNick・百份百仆直                             | ToNick                                        | 小龜@ToNick                                                                    | （页面存档备份，存于） |
| 賀禮篇     | 2012年5月11日  | 太極27周年演唱會                                     | HiFi德@太極樂隊                               | 太極樂隊其他成員、黃柏高、崔建邦                                               | （页面存档备份，存于） |
| 10         | 2012年6月23日  | 采兒爆腎賀紀念・小春覺得唔多掂 (失敗/Failed)         | 陳小春                                        | 應采兒、鄭希怡、陳國坤                                                         | （页面存档备份，存于） |
| 11         | 2012年7月15日  | 排舞室內整冷氣・紋身漢圍薛凱琪                       | 薛凱琪                                        | 俊仔（香港滑板王）                                                             | （页面存档备份，存于） |
| 12         | 2012年8月20日  | 阿Sa阿芝做節目・打爛古董一鑊熟                       | 卓韻芝                                        | 蔡卓妍                                                                         | （页面存档备份，存于） |
| 13         | 2012年9月25日  | Hardpack 火火 莊冬昕・夾埋警匪玩As One               | As One                                        | 火火、莊冬昕                                                                   | （页面存档备份，存于） |
| 謝票篇     | 2012年11月21日 | KB裸跑彌敦道・全城笑到瞓喺度                         | 李建宏（Kevin仔）                             | 爆腎團隊                                                                       | （页面存档备份，存于） |
| 14         | 2013年2月13日  | KB Fans 喪Do男・DaDa攬住波鞋喊                       | 陳 靜                                         | 詹志文（喪Do男）                                                               | （页面存档备份，存于） |
| 夜蒲篇     | 2013年5月27日  | 型男索女浦老蘭 抄牌搭訕有嘢玩                        | 部份夜蒲人士                                  | 其他夜蒲人士                                                                   | （页面存档备份，存于） |
| 15         | 2013年9月6日   | KB Wilson玩試鏡，Ming仔今集斷到正                    | Ming仔                                        | 錢國偉、郭穎兒、Shin及Elfa@As One                                              | （页面存档备份，存于） |
| 16         | 2013年10月4日  | KB正PK．翻爆吳雨霏                                   | 吳雨霏                                        | 何佩瑜、何浩文、余迪偉、Ming仔及一眾Youtubers                                  | （页面存档备份，存于） |
| 求婚篇     | 2013年12月24日 | 爆腎團隊攪氣氛 · 夾埋小三玩求婚                      | 范萱蔚                                        | 阿 喜                                                                          | （页面存档备份，存于） |
| 落區篇     | 2014年1月19日  | 小學雞KB．咯爆你對耳                                 | 路人                                          | 爆腎團隊                                                                       | （页面存档备份，存于） |
| 17         | 2014年1月17日  | 出殯出到一鑊粥・皆因撞到KillerSoap                   | KillerSoap                                    | Ada Wong、阿天                                                                 | （页面存档备份，存于） |
| KB被爆篇   | 2014年6月21日  | 整蠱老細攞嚟賤 齊賀KB做代言                          | KB                                            | 爆腎團隊                                                                       | （页面存档备份，存于） |
| 18         | 2014年10月15日 | 高溫飯局燒滾了．豁出去玩天堂鳥                       | 天堂鳥                                        | Jerald、陳詠謙、Gabe                                                           | （页面存档备份，存于） |
| 19         | 2014年12月3日  | 病友遇著鄧麗欣．究竟單嘢假定真                       | 鄧麗欣                                        | 鍾浩賢、陳浩然                                                                 | （页面存档备份，存于） |
| 聖誕特別篇 | 2014年12月23日 | 導演寧爺頭好油．聖誕玩爆佢個頭                       | 阿 寧                                         | 爆腎團隊                                                                       | （页面存档备份，存于） |
| 20         | 2015年8月5日   | 街頭活動被騎劫．金剛嚇到膽都怯                       | 金剛                                          | 不適用                                                                         | （页面存档备份，存于） |
| 21         | 2015年8月13日  | Super Girls 被目標・爆腎團隊撻晒Q（失敗/Failed）     | Super Girls                                   | 王宗堯、夏占士、譚杏藍                                                         | （页面存档备份，存于） |
| 踩場篇     | 2016年1月5日   | KB 柏豪 升降台・亞Bob Talk Show天然呆                | 林盛斌（Bob）                                 | 周柏豪、爆腎團隊                                                               | （页面存档备份，存于） |
| 22         | 2016年7月12日  | KB 林雪 邵音音・誓要馬佑好難堪                       | 馬天佑 (Mayao)                                | 林雪、邵音音                                                                   | （页面存档备份，存于） |
| 23         | 2016年8月12日  | 諗住嚇JW一餐・點知爆腎團隊亂晒坑                     | 王灝兒（JW）                                  | 不適用                                                                         | （页面存档备份，存于） |
| 24         | 2016年9月2日   | 開工遇著麻煩友・多得王宗堯幫手                       | 王宗堯                                        | 不適用                                                                         | （页面存档备份，存于） |
| 25         | 2021年2月10日  | 阿Jace開工遇陀地・死頂跟住喊餐死                     | 陳凱詠 (Jace)                                 | 不適用                                                                         | （页面存档备份，存于） |
| 26         | 2021年3月16日  | 小花又再玩恆仔・點知信錯二五仔                       | 譚杏藍                                        | 恆仔@ToNick                                                                    | （页面存档备份，存于） |
| 27         | 2021年4月20日  | 做人偶像唔容易・食環嚇窒戴祖儀                       | 戴祖儀 (Joey)                                 | 不適用                                                                         | 页面存档备份，存于）   |
| 28         | 2021年5月18日  | 肥仔冤枉李靖筠・夾埋爆腎Just Have Fun                | 李靖筠                                        | 肥仔@ERROR、許靖韻、方芷欣                                                     | （页面存档备份，存于） |
| 29         | 2021年6月22日  | 雪姨遇著一班神棍・比人玩完冇覺好瞓                   | 雪姨（Sharon Yung）                           | 不適用                                                                         | （页面存档备份，存于） |
| 30         | 2021年10月13日 | 整蠱Edan玩大咗・KB Ronald點收科                      | Edan@MIRROR (假) 、KB (真)                    | 鄭中基、舒文、唐才智、花姐、湘湘、Stephanie                                    | （页面存档备份，存于） |
| 30         | 2021年10月19日 | 玩爆你個腎第三十回 "絕密片段曝光"                    | 不適用（幕後特輯）                            | 不適用（幕後特輯）                                                             | （页面存档备份，存于） |
| 31         | 2022年7月12日  | KB 西人 惡女人・Collar呢舖點樣忍                     | Day、Candy、Ivy、Winka、So Ching、Marf@COLLAR | Gao、Sumling@COLLAR、戴穎（經理人）、Heison Ng、王子浩（Quinton Wong）、阿 Big | （页面存档备份，存于） |